# Nina Sawatzki
Nina Sawatzki, geb. Muradjan (armenisch Նինա Մուրադյան, * 17. Juli 1954 in Jerewan, Armenische SSR, Sowjetunion), zeitweise Nina Witek, ist eine ehemalige sowjetische und deutsche Volleyballspielerin und heutige -Trainerin. 

## Karriere
Nina Muradjan spielte bis 1974 im heimatlichen Jerewan bei „Burewestnik“. Dann wechselte sie zum russischen Spitzenklub Dynamo Moskau, mit dem sie 1975 und 1977 sowohl sowjetischer Meister als auch Europapokalsieger der Landesmeister wurde. Die Zuspielerin spielte 300-mal für die Sowjetische Nationalmannschaft und gewann 1976 die Silbermedaille bei den Olympischen Spielen in Montreal, wurde 1977 Europameister in Finnland und belegte 1978 bei der Weltmeisterschaft im eigenen Land Platz drei. 1982 musste sie wegen einer schweren Knieverletzung mehrere Jahre pausieren.
Ihre ersten Auslandseinsätze hatte sie als Nina Witek beim polnischen Verein AZS-AWF Warschau. 1987 wechselte sie nach Deutschland zum Bundesligisten Türk Gücü München. 1988 heiratete sie erneut, nahm die deutsche Staatsbürgerschaft an und wechselte als Nina Sawatzki zum Lokalrivalen Bayern Lohhof, mit dem sie 1989 und 1990 Deutscher Vizemeister wurde. Sie spielte auch in der deutschen Nationalmannschaft und belegte bei der EM 1989 in Deutschland den sechsten Platz.
1990 startete Nina Sawatzki eine Trainerkarriere. Bis 2003 betreute sie die deutsche Juniorinnen-Nationalmannschaft und danach die Junioren-Nationalmannschaft. Seit 2007 ist sie in Österreich tätig. Hier trainiert sie die österreichischen Junioren und ist Jugendtrainerin bei den Aon hotVolleys Wien.